# Dameneishockey-Bundesliga 2004/05
Die Saison 2004/05 der Dameneishockey-Bundesliga wurde mit sechs Vereinen ausgetragen, von denen vier parallel an der Elite Women’s Hockey League teilnahmen. Der Meister wurde unter den vier besten Teams in einem Playoff ermittelt und hieß zum vierten Mal in Folge EHV Sabres Wien.

## Dameneishockey-Bundesliga

### Tabelle nach der Vorrunde
Jeweils vier Spielergebnisse der auf den Plätzen 1–4 stehenden Teams wurden aus der Elite Women’s Hockey League übernommen.
| Platz | Team                   | Spiele | W (OTW) | L (OTL) | Tore   | Punkte |
| ----- | ---------------------- | ------ | ------- | ------- | ------ | ------ |
| 1.    | EHV Sabres Wien        | 14     | 12 (0)  | 2 (1)   | 140:35 | 25     |
| 2.    | EC The Ravens Salzburg | 14     | 11 (1)  | 3 (0)   | 114:38 | 22     |
| 3.    | DEC Dragons Klagenfurt | 14     | 7 (1)   | 7 (1)   | 74:72  | 15     |
| 4.    | Vienna Flyers          | 14     | 6 (1)   | 8 (0)   | 66:63  | 12     |
| 5.    | Red Angels Innsbruck   | 10     | 2 (0)   | 8 (1)   | 54:120 | 5      |
| 6.    | Gipsy Girls Villach    | 10     | 0 (0)   | 10 (0)  | 11:131 | 0      |

### Play-offs

#### Halbfinale
Die Halbfinale wurden im Modus "Best-of-Three" gespielt, die Mannschaft, die zuerst 2 Siege erreicht hat, kam also ins Finale, die andere in die Spiele um Platz 3.
- EC The Ravens Salzburg (1) – Vienna Flyers (4) Endstand 2:0
  - 1. Spiel am 22. Januar 2005 in Salzburg: 8:1 (2:0, 5:1, 1:0) – Siegtor: Kerstin Oberhuber (15. Minute)
  - 2. Spiel am 28. Januar 2005 in Wien: 10:4 (2:1, 3:2, 5:1) – Siegtor: Kerstin Oberhuber (37. Minute)
- EHV Sabres Wien (2) – Klagenfurt Dragons (3) Endstand 2:0
  - 1. Spiel am 22. Januar 2005 in Wien: 5:3 (1:0, 1:0, 3:3) – Siegtor: Zuzana Turcokova (43. Minute)
  - 2. Spiel am 28. Januar 2005 in Klagenfurt: 10:1 (4:1, 4:0, 2:0) – Siegtor: Monika Velika (7. Minute)

Die dritten Spiele, die am 5. Februar 2005 stattgefunden hätten, waren nicht nötig, da die Serien bereits vorher entschieden waren. In Klammer die Platzierung nach dem Grunddurchgang

#### Serie um Platz 3
| Serie                                      | Endstand | Spiel 1 | Spiel 2   | Spiel 3 |
| ------------------------------------------ | -------- | ------- | --------- | ------- |
| Klagenfurt Dragons (3) – Vienna Flyers (4) | 2:1      | 4:2     | 5:6 n. V. | 6:3     |

#### Finale
| Serie                                            | Endstand | Spiel 1 | Spiel 2 |
| ------------------------------------------------ | -------- | ------- | ------- |
| EC The Ravens Salzburg (1) – EHV Sabres Wien (2) | 0:2      | 2:4     | 2:4     |

Mit dem 2:0 in der Serie erzielten die EHV Sabres Wien ihren vierten Meistertitel in Folge.

### Statistiken
| Rk | Spieler           | Team            | GP | G  | A  | Pts | PIM | PPG | SHG | GWG |
| -- | ----------------- | --------------- | -- | -- | -- | --- | --- | --- | --- | --- |
| 1  | Esther Kantor     | EHV Sabres      | 14 | 47 | 23 | 70  | 30  | 2   | 4   | 4   |
| 2  | Denise Altmann    | EHV Sabres      | 11 | 36 | 32 | 68  | 10  | 3   | 6   | 1   |
| 3  | Vera Pancakova    | Ravens Salzburg | 14 | 38 | 19 | 57  | 18  | 4   | 4   | 3   |
| 4  | Cäcilia Reichel   | DEC Dragons     | 14 | 29 | 20 | 49  | 6   | 5   | 0   | 3   |
| 5  | Kerstin Oberhuber | Ravens Salzburg | 13 | 23 | 24 | 47  | 35  | 1   | 2   | 3   |
| 6  | M. Pavelcova      | Ravens Salzburg | 14 | 19 | 28 | 47  | 14  | 3   | 4   | 3   |
| 7  | Sonja Ban         | DEC Dragons     | 14 | 19 | 21 | 40  | 4   | 1   | 2   | 2   |
| 8  | Belinda Strer     | EHV Sabres      | 14 | 15 | 14 | 29  | 14  | 3   | 0   | 1   |
| 9  | Zuzana Turcokova  | EHV Sabres      | 14 | 18 | 10 | 28  | 10  | 1   | 1   | 2   |
| 10 | Inguna Lukašēvica | Red Angels      | 10 | 16 | 12 | 28  | 30  | 5   | 1   | 0   |

| Rk | Spieler                | Team            | GP | MIP | SO | GA | GAA   | SOG | SVS%  |
| -- | ---------------------- | --------------- | -- | --- | -- | -- | ----- | --- | ----- |
| 1  | Sandra Borschke        | EHV Sabres      | 13 | 778 | 3  | 28 | 2.15  | 367 | 92.37 |
| 2  | Doris Abele            | Ravens Salzburg | 11 | 620 | 2  | 24 | 2.32  | 262 | 90.83 |
| 3  | Theresa Hornich        | Vienna Flyers   | 7  | 380 | 0  | 29 | 4.57  | 227 | 87.22 |
| 4  | Christine Geiger       | DEC Dragons     | 14 | 754 | 0  | 61 | 4.85  | 448 | 86.38 |
| 5  | Nina Geyer             | Ravens Salzburg | 3  | 160 | 0  | 11 | 4.12  | 74  | 85.13 |
| 6  | Zuzana Zetkova         | Vienna Flyers   | 9  | 457 | 1  | 34 | 4.46  | 216 | 84.25 |
| 7  | Margit Maria Schweiger | Gipsy Girls     | 7  | 114 | 0  | 18 | 9.47  | 84  | 78.57 |
| 8  | Stefanie Greimelmaier  | Gipsy Girls     | 5  | 261 | 0  | 66 | 15.17 | 238 | 72.26 |
| 9  | Martina De Monte       | Gipsy Girls     | 4  | 220 | 0  | 47 | 12.81 | 165 | 71.51 |
| 10 | Margot Patka           | Red Angels      | 9  | 437 | 0  | 73 | 10.02 | 242 | 69.83 |

## 2. Division

### Tabelle
| Platz | Team                | Spiele | W (OTW) | L (OTL) | Tore  | Punkte |
| ----- | ------------------- | ------ | ------- | ------- | ----- | ------ |
| 1     | Kundl Crocodiles    | 8      | 7 (0)   | 1 (0)   | 48:6  | 14     |
| 2     | 1. DEC Devils Graz  | 8      | 6 (0)   | 2 (0)   | 39:17 | 12     |
| 3     | Neuberg Highlanders | 8      | 4 (1)   | 4 (0)   | 26:26 | 8      |
| 4     | Vienna Flyers       | 8      | 3 (0)   | 5 (1)   | 22:18 | 7      |
| 5     | Eishexen/Sabres*    | 8      | 0 (0)   | 8 (0)   | 6:74  | 0      |

* Spielgemeinschaft mit den EHV Sabres

## Relegationsrunde
Die Red Angels Innsbruck und die Gipsy Girls Villach sowie der Meister der 2. Division, die Kundl Crocodiles trugen im Februar 2005 eine Relegationsrunde mit Hin- und Rückrunde aus:

```
1. Red Angels Innsbruck  6
2. Kundl Crocodiles      4
3. Gipsy Girls Villach   3
```